# سیارک ۱۱۷۵۸۶
سیارک ۱۱۷۵۸۶ (به انگلیسی: 117586 Twilatho، نامگذاری:2005EV43) صد و هفده هزار و پانصد و هشتاد و ششمین سیارک کشف شده‌است که در ۳ مارس ۲۰۰۵ کشف شد.